# 沈松
沈松（1488年—？），字如松，號南厓（一作号南崖），浙江湖州府德清縣人，民籍，明朝政治人物。

## 生平
浙江鄉試第五十二名舉人。正德十二年（1517年）中式丁丑科會試第六十四名，登第三甲第七十九名進士。工部观政，授任晉江縣知縣。嘉靖四年（1525年）拜為廣東道監察御史，六年巡按山西。出为山东按察司佥事，七年二月回籍听用。起升布政司參議，十七年正月考察閑住。

## 家族
曾祖沈珍；祖父沈俊；父沈洪，曾任監生。母聞氏。重庆下。弟杞、檉。